# Pseudocella pseudocella
Pseudocella pseudocella is een rondwormensoort uit de familie van de Leptosomatidae.